# Bertrange (Mosel·la)
Bertrange (fràncic lorenès Bartreng) és un municipi francès situat al departament del Mosel·la i a la regió del Gran Est. L'any 2007 tenia 2.224 habitants.

## Demografia

### Població
El 2007 la població de fet de Bertrange era de 2.224 persones. Hi havia 828 famílies, de les quals 148 eren unipersonals (44 homes vivint sols i 104 dones vivint soles), 288 parelles sense fills, 352 parelles amb fills i 40 famílies monoparentals amb fills.
La població ha evolucionat segons el següent gràfic:
Habitants censats

### Habitatges
El 2007 hi havia 901 habitatges, 842 eren l'habitatge principal de la família, 3 eren segones residències i 56 estaven desocupats. 806 eren cases i 95 eren apartaments. Dels 842 habitatges principals, 727 estaven ocupats pels seus propietaris, 104 estaven llogats i ocupats pels llogaters i 11 estaven cedits a títol gratuït; 5 tenien una cambra, 29 en tenien dues, 47 en tenien tres, 163 en tenien quatre i 598 en tenien cinc o més. 745 habitatges disposaven pel capbaix d'una plaça de pàrquing. A 324 habitatges hi havia un automòbil i a 465 n'hi havia dos o més.

### Piràmide de població
La piràmide de població per edats i sexe el 2009 era:
| Homes | Edats   | Dones |
| ----- | ------- | ----- |
| 0     | 95 o +  | 0     |
| 0     | 90 a 94 | 0     |
| 0     | 85 a 89 | 0     |
| 24    | 80 a 84 | 12    |
| 24    | 75 a 79 | 32    |
| 44    | 70 a 74 | 36    |
| 44    | 65 a 69 | 52    |
| 56    | 60 a 64 | 60    |
| 68    | 55 a 59 | 56    |
| 68    | 50 a 54 | 80    |
| 100   | 45 a 49 | 120   |
| 68    | 40 a 44 | 60    |
| 100   | 35 a 39 | 76    |
| 64    | 30 a 34 | 84    |
| 32    | 25 a 29 | 56    |
| 44    | 20 a 24 | 44    |
| 68    | 15 a 19 | 48    |
| 68    | 10 a 14 | 80    |
| 48    | 5 a 9   | 92    |
| 28    | 0 a 4   | 60    |

## Economia
El 2007 la població en edat de treballar era de 1.493 persones, 1.081 eren actives i 412 eren inactives. De les 1.081 persones actives 1.024 estaven ocupades (551 homes i 473 dones) i 57 estaven aturades (27 homes i 30 dones). De les 412 persones inactives 138 estaven jubilades, 152 estaven estudiant i 122 estaven classificades com a «altres inactius».

### Ingressos
El 2009 a Bertrange hi havia 933 unitats fiscals que integraven 2.501 persones, la mediana anual d'ingressos fiscals per persona era de 22.358 €.

### Activitats econòmiques
Dels 47 establiments que hi havia el 2007, 1 era d'una empresa extractiva, 2 d'empreses alimentàries, 1 d'una empresa de fabricació de material elèctric, 2 d'empreses de fabricació d'altres productes industrials, 11 d'empreses de construcció, 7 d'empreses de comerç i reparació d'automòbils, 2 d'empreses de transport, 3 d'empreses d'hostatgeria i restauració, 2 d'empreses d'informació i comunicació, 6 d'empreses immobiliàries, 3 d'empreses de serveis, 4 d'entitats de l'administració pública i 3 d'empreses classificades com a «altres activitats de serveis».
Dels 15 establiments de servei als particulars que hi havia el 2009, 1 era un taller de reparació d'automòbils i de material agrícola, 1 autoescola, 2 guixaires pintors, 4 fusteries, 1 lampisteria, 1 empresa de construcció, 3 perruqueries, 1 restaurant i 1 agència immobiliària.
Dels 3 establiments comercials que hi havia el 2009, 1 era una botiga de més de 120 m² i 2 fleques.

## Equipaments sanitaris i escolars
El 2009 hi havia 1 escola maternal i 1 escola elemental.

## Poblacions més properes
El següent diagrama mostra les poblacions més properes.